# Beop-dong
Beop-dong (koreanska: 법동) är en stadsdel i staden  Daejeon, i den centrala delen av landet, 140 km söder om huvudstaden Seoul. Den ligger i stadsdistriktet Daedeok-gu. 
Administrativt är Beop-dong indelat i:
| Namn  | Namn            | Yta i km² | Invånare 31 dec 2019 |
| ----- | --------------- | --------- | -------------------- |
| 법1동 | Beop 1(il)-dong | 0,77      | 10 058               |
| 법2동 | Beop 2(i)-dong  | 1,86      | 17 224               |